# Taron Egerton
Taron David Egerton (ur. 10 listopada 1989 w Birkenhead) – walijski aktor.
Popularność zyskał dzięki występom w roli Eggsy’ego w filmach z serii Kingsman: Tajne służby (2014) i Złoty krąg (2017). Laureat Złotego Globu za występ w filmie Rocketman (2019), w którym wcielił się w główną rolę – piosenkarza Eltona Johna. Zagrał główną rolę w thrillerze Kontrola bezpieczeństwa (2024). 

## Życiorys
Uczęszczał do Ysgol Penglais School, a w 2012 ukończył naukę w Royal Academy of Dramatic Art.
Karierę aktorską rozpoczął od występu w sztuce The Last of the Haussmans. Jego pierwszymi filmami pełnometrażowymi były: Testament młodości (2014) i Kingsman: Tajne służby (2014).

## Filmografia

### Filmy
| Rok  | Tytuł                                    | Rola                         | Reżyser                               | Uwagi                                               |
| ---- | ---------------------------------------- | ---------------------------- | ------------------------------------- | --------------------------------------------------- |
| 2012 | Pop                                      | Andy                         | Edward Hicks                          | krótkometrażowy                                     |
| 2013 | Hereafter                                | Tamburlaine                  | Johnny Kenton                         | krótkometrażowy                                     |
| 2014 | Testament młodości                       | Edward Brittain              | James Kent                            | nominacja – London Film Festival Awards             |
| 2014 | Kingsman: Tajne służby                   | Gary „Eggsy” Unwin           | Matthew Vaughn                        | Empire Award nominacje – BAFTA, Teen Choice, Saturn |
| 2015 | Legend                                   | Edward „Mad Teddy” Smith     | Brian Helgeland                       |                                                     |
| 2016 | Eddie zwany Orłem                        | Eddie Edwards                | Dexter Fletcher                       | nominacja – Teen Choice Awards                      |
| 2016 | Sing                                     | Johnny                       | Christophe Lourdelet i Garth Jennings | głos                                                |
| 2017 | Od pierwszego wejrzenia                  | Johnny                       | Benjamin Le Ster & Matthew Nealson    | głos, krótkometrażowy                               |
| 2017 | Kingsman: Złoty krąg                     | Gary „Eggsy” Unwin / Galahad | Matthew Vaughn                        |                                                     |
| 2018 | Klub miliarderów                         | Dean Karny                   | James Cox                             |                                                     |
| 2018 | Robin Hood: Początek                     | Robin Hood                   | Otto Bathurst                         |                                                     |
| 2019 | Rocketman                                | Elton John                   | Dexter Fletcher                       | Złoty Glob oraz nominacje do nagród BAFTA i SAG     |
| 2021 | Sing 2                                   | Johnny                       | Christophe Lourdelet i Garth Jennings | głos                                                |
| 2023 | Tetris                                   | Henk Rogers                  | Jon S. Baird                          |                                                     |
| 2024 | Kontrola bezpieczeństwa (oryg. Carry-On) | Ethan Kopek                  | Jaume Collet-Serra                    |                                                     |

### Seriale
| Rok       | Tytuł                       | Rola                 | Uwagi              |
| --------- | --------------------------- | -------------------- | ------------------ |
| 2013      | Lewis                       | Liam Jay             | 2 odc.             |
| 2014      | The Smoke                   | Dennis „Asbo” Severs | 8 odc.             |
| 2018      | Wodnikowe wzgórze           | El-Ahrairah (głos)   | miniserial, 4 odc. |
| 2019–2020 | Dolina Muminków             | Muminek (głos)       | 26 odc.            |
| 2019      | Ciemny kryształ: Czas buntu | Rian (głos)          | 10 odc.            |
| 2022      | Czarny ptak                 | Jimmy Keene          | miniserial, 6 odc. |